# Jim Ross
James William "Jim" Ross (født 3. januar 1952) er en amerikansk wrestling-kommentator og tidligere chef i verdens førende wrestlingorganisation, World Wrestling Entertainment (WWE). Derudover arbejder han også i WWE som konsulent for talentudvikling. 
Jim Ross blev indsat i WWE Hall of Fame i 2007 og betragtes af mange som en af de bedste kommentatorer inden for wrestling nogensinde. Blandt wrestlere og wrestlingfans er han kendt under øgenavnet "Good Ol' JR" (på dansk: Gode, gamle JR"). Ved siden af karrieren som WWE-kommentator har han tidligere haft sin egen restaurant og udviklet sin egen barbecuesauce og kogebøger.
Inden Jim Ross blev ansat som kommentator i organisationen i 1993, havde han fungeret som kommentator i en række andre wrestlingorgansationer, heriblandt World Championship Wrestling (WCW). Mens han har kommenteret i WWE, har han også wrestlet enkelte kampe. Siden 2010 har han kun kommenteret nogle få, udvalgte kampe. 